# 이신-라르사 시대
이신-라르사 시대(영어: Isin-Larsa period, 기원전 2025년~기원전 1763년/기원전 1961년~기원전 1699년)는 고대 메소포타미아 역사의 한 시대로, 우르 제3왕조의 멸망 이후부터 고바빌로니아의 건국 이전까지의 시대를 일컫는 말이다. 대략적인 연대 측정에 따르면 이 시대는 기원전 2025년경에 시작되어 기원전 1763년에 막을 내렸다고 추정된다.